# Munir El Haddadi
Munir El Haddadi Mohamed (* 1. September 1995 in San Lorenzo de El Escorial, Spanien), auch bekannt als Munir, ist ein marokkanisch-spanischer Fußballspieler, der beim CD Leganés unter Vertrag steht.

## Karriere

### Verein

#### Anfänge
Munir wurde als Sohn eines marokkanischen Vaters, der in Melilla lebte, und einer spanischen Mutter, die aus der spanischen Exklave Melilla stammt, in San Lorenzo de El Escorial Nahe der Hauptstadt Madrid geboren. Er begann beim CD Galapagar und der DAV Santa Ana mit dem Fußballspielen, bevor er 2010 zu Rayo Majadahonda, einem Atlético Madrid nahestehenden Klub aus der Madrider Vorortgemeinde Majadahonda, wechselte. Dort erzielte er in seiner ersten Saison 32 Tore in 29 Einsätzen und zog das Interesse anderer Klubs auf sich. In der Folge wechselte Munir 2011 in die Jugend des FC Barcelona. In der A-Jugend absolvierte er sein Debüt in der UEFA Youth League gegen Ajax Amsterdam, bei dem er zwei Tore erzielte. Gegen AC Mailand und FC Kopenhagen traf er jeweils doppelt und beendete das Turnier mit elf Toren in zehn Spielen als Torschützenkönig. Im Finale traf er gegen Benfica Lissabon erneut doppelt. Am 3. März 2014 verlängerte Munir seinen Vertrag mit dem Club bis Juni 2017 mit einer Ausstiegsklausel über zwölf Millionen Euro, die auf 35 Millionen Euro steigen wird, wenn er zur ersten Mannschaft übertritt.
Munir gab sein Debüt als Profi für FC Barcelona B am 2. März 2014 bei einem 2:1-Auswärtssieg gegen RCD Mallorca in der spanischen zweiten Liga, nachdem er in der 72. Minute eingewechselt worden war. Sein erstes Tor als Profi erzielte er bei einem 2:1-Heimsieg gegen FC Girona am 19. April.

### Profidebüt beim FC Barcelona

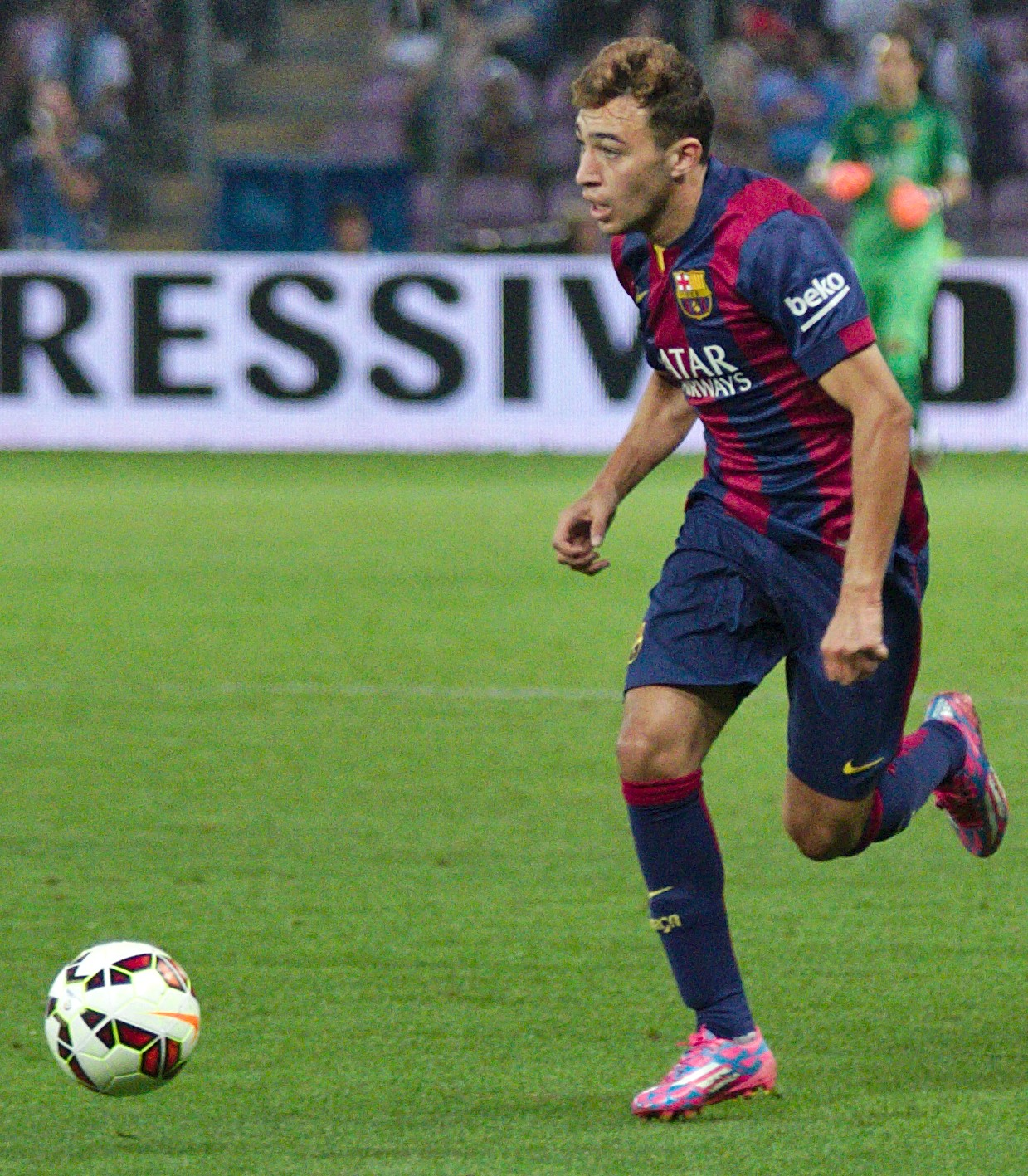
Munir im Trikot des FC Barcelona (2014)

Im Sommer nahm Munir an der Vorbereitung der ersten Mannschaft zur Saison 2014/15 teil und zeigte in den Testspielen gute Leistungen. So erzielte er im Spiel um die Joan-Gamper-Trophäe – der Saisoneröffnung des FC Barcelona – beim 6:0-Sieg gegen den Club León nach seiner Einwechslung zwei Tore. Vertragsrechtlich gehört Munir in der Saison 2014/15, da er noch keine Profivertrag besitzt, der zweiten Mannschaft des FC Barcelona an. Am 24. August 2014 debütierte er am ersten Spieltag beim 3:0-Sieg gegen den FC Elche in der Primera División. In der 46. Spielminute erzielte er das zwischenzeitliche 2:0. Im Dezember 2014 wurde Munirs Ausstiegsklausel auf 35 Mio. Euro erhöht. Bis zum Saisonende spielte Munir größtenteils in der zweiten Mannschaft, für die er auf 17 Ligaeinsätze (vier Tore) kam. In der ersten Mannschaft steuerte er mit zehn Liga- (ein Tor) und jeweils drei Pokal und Champions-League-Einsätzen (ohne persönlichen Torerfolg) zum Gewinn des Triples bei.
Zur Saison 2015/16 rückte Munir fest in den Kader der ersten Mannschaft auf. Im Juli 2016 verlängerte er seinen Vertrag bis zum 30. Juni 2019. Er konnte sich in der Offensive um Lionel Messi, Neymar und Luis Suárez jedoch nicht durchsetzen und kam auf 15 Ligaeinsätze, stand 8-mal in der Startelf und erzielte 3 Tore.

#### Als Leihspieler in Valencia und Alavés
Im August 2016 wurde er an den FC Valencia verliehen. Dort kam er auf 33 Ligaeinsätze, in denen er sechs Tore erzielte.
Zur Saison 2017/18 kehrte Munir nach Barcelona zurück. Nachdem er in den ersten Pflichtspielen nicht berücksichtigt worden war, wurde er am 1. September 2017, dem letzten Tag der spanischen Transferperiode, bis zum Saisonende an den Ligakonkurrenten Deportivo Alavés ausgeliehen.

### FC Sevilla
Am 12. Januar 2019 wechselte Munir für eine Ablösesumme in Höhe von 1,05 Millionen Euro zum FC Sevilla, bei dem er einen Vertrag mit einer Laufzeit bis zum 30. Juni 2023 unterschrieb. Insgesamt bestritt Munir 77 Ligaspiele mit 16 Toren, 11 Pokalspiele und 22 Europapokal-Spiele mit neun Toren für Sevilla.

### FC Getafe
Ende August 2022 wechselte Munir zum Ligakonkurrenten FC Getafe. In der Saison 2022/23 spielte er 28 Spiele in der Spanischen Primera División, in der er drei Tore und eine Vorlage verbuchen konnte. In dem Pokalwettbewerb Copa del Rey erzielte Munir in drei Spielen vier Treffer.

### UD Las Palmas
Zur Primera División Saison 2023/24 wechselte Munir ablösefrei zu UD Las Palmas. In dieser Spielzeit absolvierte Munir 38 Ligapartien sowie 1 Pokalspiel. Insgesamt erzielte er in vier Tore und gab zwei Vorlagen.

### CD Leganés
Seit August 2024 steht Munir bei CD Leganés unter Vertrag. 

### Nationalmannschaft
Im Juni 2014 spielte Munir erstmals für die spanische U19. Am 4. September 2014 kam er das erste Mal in der U21-Auswahl zum Einsatz. Vier Tage später – am 8. September 2014 – debütierte er in der A-Auswahl, als er beim 5:1-Sieg im EM-Qualifikationsspiel gegen Mazedonien in der 77. Spielminute für Koke eingewechselt wurde. Zuvor war er von Trainer Vicente del Bosque für den verletzten Diego Costa nachnominiert worden.
Munir hätte auch für Marokko, das Heimatland seines Vaters, im Nationalteam auflaufen können, durch sein Pflichtspiel für Spanien war dies aber nun eigentlich nicht mehr möglich. Im Vorfeld der Weltmeisterschaft 2018 in Russland beantragte der Spieler jedoch gemeinsam mit dem marokkanischen Verband die Genehmigung für einen Verbandswechsel. Nachdem dieser von der FIFA abgelehnt worden war, erhob der Spieler Einspruch vor dem Sportgerichtshof CAS. Im Oktober 2020 änderte die FIFA die Regel zu einem Verbandsregel dahingehend, dass dieser möglich ist, wenn ein Spieler weniger als drei A-Länderspiele absolviert hat, bevor er 21 Jahre alt ist. Munir stellte erneut einen Antrag auf Verbandswechsel, der von der FIFA jedoch erneut abgelehnt wurde, da er nach seinem 21. Geburtstag für die spanische U21-Nationalmannschaft gespielt hatte. Ende Januar 2021 erlaubte die FIFA ihm letztlich doch den Verbandswechsel. Sein Debüt in der marokkanischen Nationalmannschaft erfolgte im März 2021 im Rahmen der Qualifikation zum Afrika-Cup 2022.

## Erfolge
International
- Champions-League-Sieger: 2015 (FC Barcelona)
- Europa-League-Sieger: 2020 (FC Sevilla)
- Klub-Weltmeister: 2015 (FC Barcelona)
- UEFA-Super-Cup-Sieger: 2015 (FC Barcelona)
- UEFA-Youth-League-Sieger: 2014 (FC Barcelona)

Spanien
- Meister (2): 2015, 2016 (beide FC Barcelona)
- Pokalsieger (2): 2015, 2016 (beide FC Barcelona)
- Supercupsieger (2): 2016, 2018 (beide FC Barcelona)

Individuell
- Torschützenkönig der Copa del Rey: 2016 (gemeinsam mit Lionel Messi, Álvaro Negredo und Luis Suárez)
- Torschützenkönig der UEFA Youth League: 2014